# Renate Meyer (Leichtathletin)
Renate Meyer, geborene Rose (* 6. Januar 1938 in Hannover), ist eine ehemalige deutsche Leichtathletin und Olympiateilnehmerin, die – für die Bundesrepublik startend – bei den Europameisterschaften 1966 in Budapest die Silbermedaille mit der deutschen 4-mal-100-Meter-Staffel gewann (44,5 s: Renate Meyer, Hannelore Trabert, Karin Frisch, Jutta Stöck).
Bei den Olympischen Spielen 1964 in Tokio schied sie im 100-Meter-Zwischenlauf verletzt aus.
Bei den Olympischen Spielen 1968 in Mexiko-Stadt belegte sie mit der 4-mal-100-Meter-Staffel Platz sechs (43,6 s) und schied im 100-Meter-Zwischenlauf aus.
Mit der 4-mal-100-Meter-Staffel wurde sie dreimal Deutsche Meisterin (1963, 1964 und 1968), 1965 und 1967 Vizemeisterin und 1966 Dritte. Ihren einzigen Einzeltitel bei Deutschen Meisterschaften gewann sie 1964 über 100 Meter. Hinzu kommen eine Vizemeisterschaft(1965) und ein dritter Platz (1968) über diese Distanz.
Renate Meyer gehörte zunächst dem Sportverein Hannover 96, ab 1968 dem OSC Berlin an. In ihrer Wettkampfzeit war sie 1,65 m groß und 54 kg schwer.
Für ihre Verdienste um den Sport in Niedersachsen wurde sie in die Ehrengalerie des niedersächsischen Sports des Niedersächsischen Instituts für Sportgeschichte aufgenommen.